# Voluntariat
El voluntariat és el conjunt de persones que dediquen una part del seu temps lliure a dur a terme una acció al servei dels altres o de la comunitat en general, sense esperar res a canvi. Els voluntaris efectuen un servei de tipus cívic o social com a compromís d'actuació a favor de la societat i de la persona. A Catalunya, el voluntariat havia estat reconegut i definit per la llei 25/1991, de creació de l'Institut Català del Voluntariat (INCAVOL), derogada l'any 2004.
En el seu article 2 s'hi deia:
"s'entén per voluntariat el conjunt de les persones que efectuen una prestació voluntària i lliure de serveis cívics o socials, sense contraprestació econòmica, dins el marc d'una organització estable i democràtica que comporti un compromís d'actuació a favor de la societat i de la persona."
Tot seguit també es definia les entitats de voluntariat, tot indicant que s'entén per entitat de voluntariat l'entitat que té per objectiu de treballar per als altres en la millora de la qualitat de vida, que és integrada majoritàriament per voluntaris i que constitueix una organització autònoma sense afany de lucre. A nivell de la Generalitat de Catalunya la Direcció General d'Acció Cívica i Comunitària del Departament de Benestar Social i Família és qui s'encarrega de coordinar i impulsar en matèria de voluntariat.
Més enllà de les definicions legals i des d'un punt de vista més centrat en valors, els materials de divulgació del mateix INCAVOL i altres autors permetrien definir el voluntari com aquell que:
- Actua a favor dels altres o de la comunitat en general.
- És solidari i compromès amb l'entorn, la comunitat i la societat.
- Estableix per pròpia voluntat i des de la plena llibertat un compromís d'actuació.
- És sensible a les mancances i necessitats de la societat i l'entorn enteses com un global.
- Decideix des de la convicció personal passar a l'acció.
- És actiu, dinàmic, emprenedor, responsable, i disposat a assumir compromisos.
- Actua coordinadament en el marc d'una organització.
- Dona sense esperar res a canvi.

A Catalunya hi ha moltes persones que fan accions de voluntariat però aquest servei pot ser molt divers. Hi ha, a tall d'exemple, qui opta per una acció de tipus social i disposa el seu temps per ajudar a persones grans que viuen soles o persones que pateixen alguna mancança, alguns col·laboren a regenerar el medi ambient, altres promouen formes de participació sociocultural… Són accions molt diverses i segur que qualsevol persona pot trobar la que s'adeqüi més a les seves possibilitats o a la seva pròpia opció.

## Estat actual

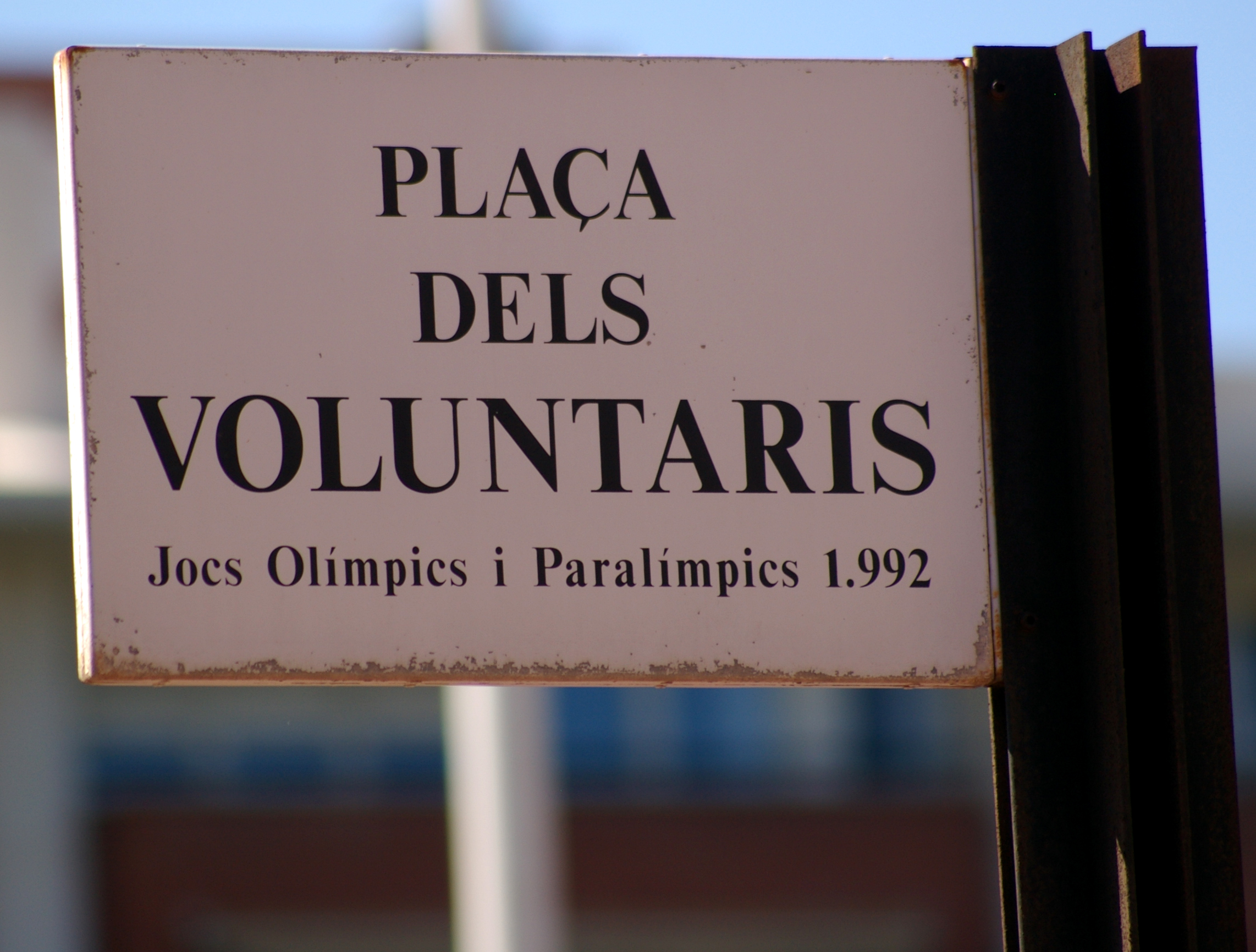
Probablement, els Jocs Olímpics de Barcelona ha estat el moment de major concentració de voluntaris a Catalunya

El voluntariat és una realitat creixent.Plantilla:Cal citació=data=2024 A Catalunya, com arreu d'Europa i sobretot del món occidental, va progressivament prenent força i consolidant la seva presència. D'una banda, el voluntariat es va adequant constantment als seus contextos, per tal de donar resposta a les noves demandes i mancances socials i, d'altra banda, les institucions i la societat en general han anat fent més palès el reconeixement de la tasca insubstituïble del voluntaris i de les entitats del voluntariat. De fet, el voluntariat és un fenomen molt arrelat a Catalunya i que ha estat lligat a la seva història recent.
A tots els països desenvolupats el voluntariat és un fenomen social important i valorat. El nostre país compta amb una densa tradició d'organitzacions de voluntariat i moltes persones que han pres una opció solidària i dediquen una part del seu temps lliure a ajudar els altres i a dur a terme accions de dinamització sociocultural. Aquestes associacions i entitats han estat capaces de donar, a cada moment, una resposta cívica i solidaria a les necessitats i inquietuds de la societat, alhora que han significat un element essencial en la configuració de Catalunya com a país amb identitat pròpia.
Les entitats de voluntaris faciliten i canalitzen la participació ciutadana, i garanteixen una societat forta, plural i amb capacitat per donar resposta a les seves pròpies necessitats.
L'acció voluntària és l'expressió lliure i altruista amb la societat, i això diu molt a favor de la qualitat humana d'un país, perquè la qualitat d'un país també es mesura, i sobretot, pels valors de la seva gent. El voluntariat és la síntesi de valors universals com la solidaritat i la cooperació, transformats en el compromís amb una realitat concreta.
La Unió europea va assenyalar el 2011 com l'Any europeu del Voluntariat. Això ha portat a una profunda reflexió sobre aquesta realitat, i a parlar també del "voluntariat submergit"

## Tipologies d'actuació voluntària
Pel seu gran ventall de possibles actuacions, no hi ha un únic perfil voluntari. Les tasques que poden dur a terme les podríem classificar en:
- Tasques socials i acompanyament personal: El voluntari estableix una relació personal amb persones o col·lectius que tenen algun dèficit o mancança que dificulta el seu ple accés al benestar.
- Relació formativa: el vessant formatiu a partir de la transmissió de continguts i habilitats que fa el voluntari als destinataris de l'acció.
- Relació educativa i terapèutica: la relació té un clar component educatiu i terapèutic, ja que intenta a través de la formació restablir l'equilibri emocional, l'acceptació d'un mateix, desbloquejar el desenvolupament personal, etc.
- Activitats socio-culturals i participació comunitària: El voluntari treballa dins d'un equip de voluntariat amb vista a l'organització de determinades activitats.
- Gestió, administració i assessorament: Tasques de direcció i gestió de l'entitat de voluntariat.
- Estudis, recerca i creació: Col·laboracions de tipus tècnic i intel·lectual.
- Altres tasques diverses de suport.

## Àmbits d'actuació
Voluntariat és una paraula que fa referència a una realitat molt àmplia i diversa. Des del voluntariat social, que realitza un servei a persones i col·lectius, fins al voluntariat de tipus cívic, que actua en un sentit més ampli al servei de la societat, sigui per la vida sociocultural, per la cultura, per la natura, etc.
D'altra banda, el voluntariat actua damunt una realitat canviant, ja que contínuament apareixen noves necessitats a què el voluntari pot fer front. En general, però, podem classificar-lo en cinc grans àmbits:

### Voluntariat social
Els destinataris són les persones o col·lectius amb algun dèficit o característica problemàtica que dificulta la seva plena integració i el seu benestar social (disminuïts, malalts, pobres, transeünts, immigrants, persones amb risc social…). Es fa un ajut de tipus assistencial, preventiu i de suport, amb intervencions personalitzades:
- - Persones amb toxicomanies.
  - Col·lectius en situació de risc.
  - Gent gran.
  - Persones malaltes temporals, de llarga durada o terminals.
  - Persones nouvingudes i refugiats
  - Persones en situació de pobresa i marginació.
  - Col·lectius en situació de vulnerabilitat (Persones que han sofert algun tipus de vulneració en els seus drets fonamentals més bàsics com mares soles amb infants, persones agredides, etc. en aquest cas, l'assessorament pot ser jurídic i/o psicològic.).

Dins de l'àmbit social, es destaquen 3 subàmbits:
- Voluntariat penitenciari: Treball dins i fora de la presó però amb relació a la situació penal de la persona.
- Voluntariat hospitalari; Relacionat dins el centre hospitalari o amb una diagnosi médica.
- Voluntariat sociosanitari: Es realitza dins els centres i/o serveis sociosanitaris.

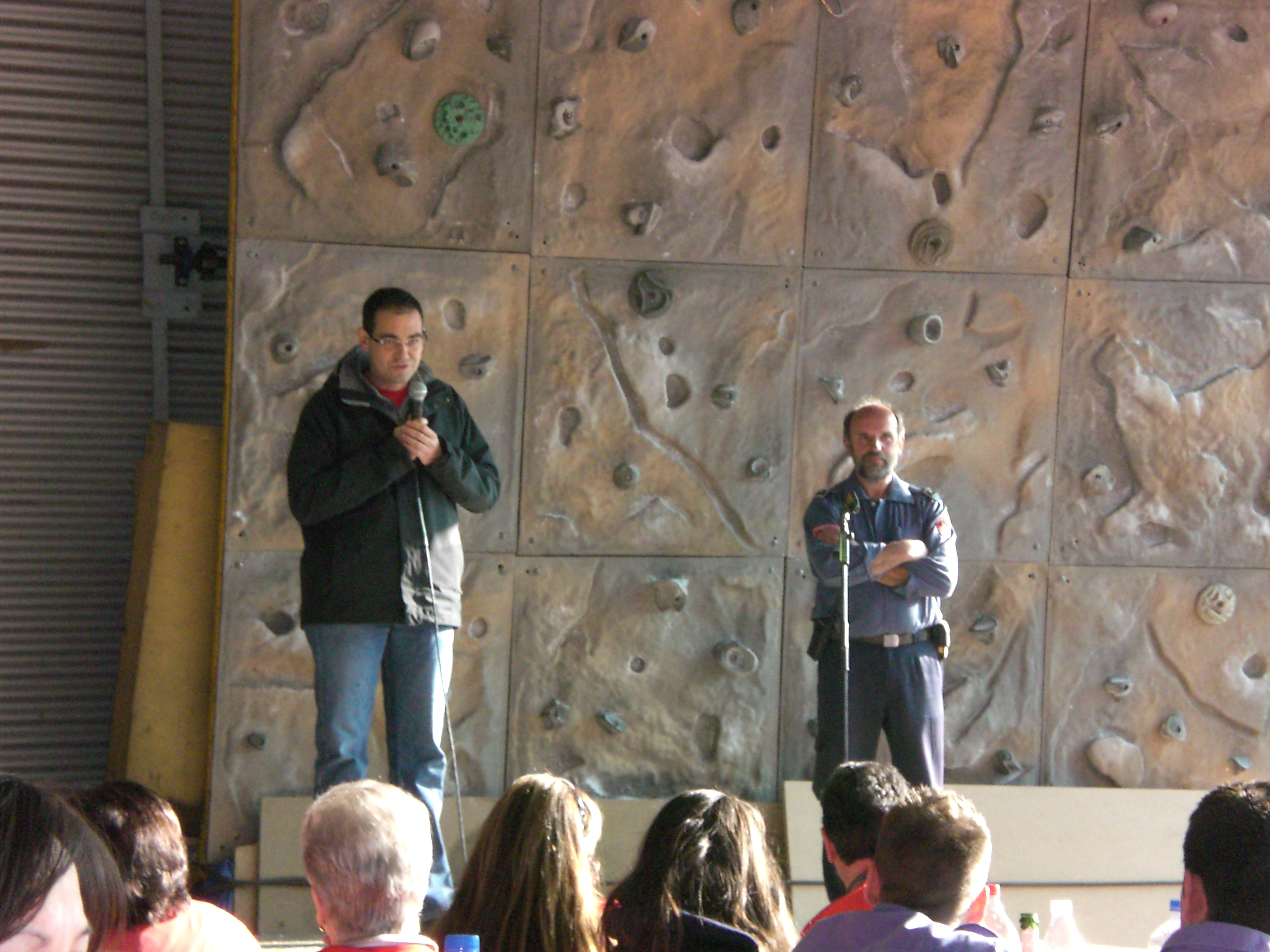
Celebració del 25è aniversari del Parc de bombers voluntaris de Castellar del Vallès

### Voluntariat comunitari
Conjunt molt divers d'intervencions cíviques que es basen en la promoció de la participació i de la vida associativa: Realitzen una dinamització del seu entorn sociocultural i faciliten canals d'integració de les persones a la vida social. Hi trobem associacions de veïns, centres comunitaris, educació en el lleure, associacions esportives, etc.
- Centres comunitaris
- Entitats d'educació en el lleure: Poden ser vinculades a associacions de veïns, a centres comunitàris o parròquies. La metodologia que usen pot ser la d'escoltisme o la d'esplai,
- Moviment veïnal
- Moviments de sensibilització: Defensa de certs drets col·lectius i personals. Articulen les demandes i canalitzen la participació de la gent a partir de la realització de campanyes de sensibilització i organització d'activitats diverses.
- Clubs esportius: Agrupen persones segons les seves aficions esportives, fent una tasca formativa, socilaitzadora i educativa.
- Protecció Civil: De principal importància a Catalunya, són grups de ciutadans que s'organitzen per donar una resposta eficaç en situacions d'emergència com incendis forestals o aiguats, en coordinació amb els responsables professionals. La protecció civil a Catalunya s'entén, no només com una acció puntual quan hi ha una emergència, sinó com una línia permanent d'actuació. Tot i la Carta del Voluntariat de Catalunya, el voluntariat de protecció civil té desplegada una normativa pròpia amb el reglament 27/2001 de 23 de gener[5]

### Voluntariat cultural

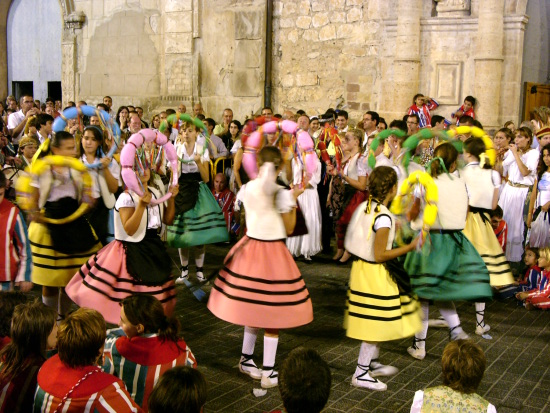
Les persones que ballen desinteressadament el Ball d'arquets realitzen voluntariat cultural.

L'objecte de l'acció és la cultura del país i es treballa en tasques com la dinamització de la cultura popular i tradicional, la producció artística, la defensa del patrimoni cultural, la llengua, etc. L'objecte de l'acció de les entitats és:
- La cultura popular i tradicional.
- La investigació i les ciències.
- La dinamització, difusió i defensa del patrimoni cultural.
- La dinamització de la producció cultural o artística.

S'hi poden trobar entitats de defensa del patrimoni, associacions culturals regionalistes, culturals, de minories ètniques, de relacions exteriors i desenvolupament d'intercanvis, associacions d'entremesos popular, de bestiari, de balls populars, etc. Les accions que realitzen poden ser de tipus formatiu, de monitoratge o promoció turística.

### Voluntariat ambiental

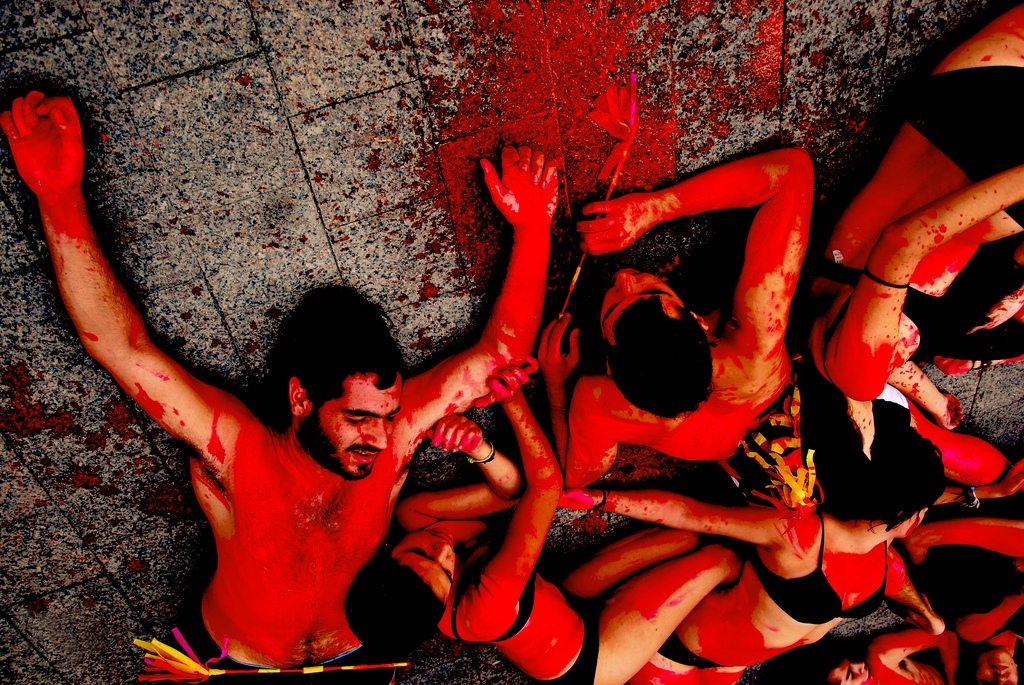
Els voluntaris d'associacions de protecció dels animnals, com els d'aquest acte en contra les curses de braus, realitzen un voluntariat ambiental.

L'objecte de l'acció és la natura i el medi en general. Es treballa amb grups naturalistes i de defensa del patrimoni natural, grups d'educació ambiental, de creació de consciència, etc. En aquest cas cal destacar la tasca de les agrupacions de defensa forestal/Voluntaris forestals que tenen la seva normativa pròpia mitjançant el reglament que dictà l'ordre de 10 de juny de 1988, per la qual s'aprova el Reglament de les Unitats de Voluntaris Forestals de Catalunya.

### Voluntariat de cooperació internacional
Actuacions a favor d'altres països, especialment del tercer món, en una línia de cooperació internacional mitjançant l'educació per al desenvolupament, intercanvis, projectes al tercer món, camps de treball, accions d'emergència, etc. Aquestes accions poden ser educatives de cara a l'alfabetització de determinades zones del tercer món, de sensibilització per al consum responsable i el comerç just, organització de campanyes de recollida de diners, o campanyes d'agermanaments o intercanvis.

### Voluntariat corporatiu
El voluntariat corporatiu, voluntariat d'empresa o voluntariat promogut per l'empresa és un concepte relativament nou i, per tant, encara hi ha molts aspectes per consensuar. Tot i això es podria definir com: "Les activitats promogudes i facilitades a través de sistemes i mecanismes que l'empresa posa a disposició dels seus treballadors, perquè aquests donin o lliurin voluntàriament temps, habilitats, talent o un altre tipus d'ajuda en benefici de la comunitat, sempre mitjançant organitzacions sense ànim de lucre.
La responsabilitat social corporativa (RSC) es basa en el diàleg fluid i la transparència comunicativa entre l'empresa i els seus grups d'interès. Els àmbits en els quals intervé són molts i diversos, així com els mecanismes que s'utilitzen per impulsar les polítiques de Responsabilitat Social. Un dels estris més valorats és el voluntariat corporatiu. Quan elm projecte està ben planificat i organitzat tots els agents participants hi surten beneficiats i, a més, els seus beneficis esquitxen moltes de les branques de la Responsabilitat Social. És una de les eines més transversals de la RSC.

## Drets i deures
Les diferents lleis i normatives també fan referència als drets i obligacions dels voluntaris, com assenyala per exemple la Llei Estatal del Voluntariat 6/1996:
- Rebre, tant inicialment com permanentment, la informació, la formació, l'orientació, el suport i, en cas necessari, els mitjans materials necessaris per a l'exercici de les funcions que se'ls assignin.
- Ser tractats sense discriminació, amb respecte per la llibertat, la dignitat, la intimitat i les creences.
- Participar activament en l'organització on s'integrin, col·laborant en l'elaboració, disseny, execució i avaluació dels programes, d'acord amb els seus estatuts o normes d'aplicació.
- Rebre una assegurança contra els riscos d'accident i malaltia derivats directament de l'exercici de l'activitat voluntària, amb les característiques i pels capitals assegurats que s'estableixin reglamentàriament.
- Rebre un reembossament en concepte de les despeses derivades de l'exercici de les seves activitats.
- Disposar d'una acreditació identificativa de la seva condició de voluntari.
- Realitzar la seva activitat amb les condicions de seguretat i higiene adequades, en funció de les característiques concretes d'aquesta activitat.
- Aconseguir el respecte i el reconeixement pel valor social de la seva contribució.

Els voluntaris estan obligats a:
- Acomplir els compromisos adquirits amb les organitzacions on s'integrin, respectant les seves finalitats i les seves normatives.
- Respectar, quan s'escaigui, la confidencialitat de la informació rebuda i coneguda en el decurs de la seva activitat voluntària.
- Rebutjar qualsevol contraprestació material que pugui rebre del beneficiari o d'altres persones relacionades amb la seva acció.
- Respectar els drets dels beneficiaris de la seva activitat voluntària.
- Actuar de forma diligent i solidària.
- Participar en les tasques formatives previstes per l'organització per a les activitats i funcions encarregades, així com altres tasques de formació permanent necessàries per mantenir la qualitat dels serveis que s'ofereixin.
- Seguir les instruccions adequades a les finalitats que s'imparteixin en el decurs de les activitats encomanades.
- Utilitzar adequadament l'acreditació i els distintius de l'organització.
- Respectar i tenir cura dels recursos materials que les organitzacions posin a la seva disposició.

## Legislació recent
Des de l'any 2015 la llei catalana que gestiona el voluntariat és la llei 25/2015, del 30 de juliol, del voluntariat i de foment de l'associacionisme, que regula l'àmbit de l'acció voluntària. Inclou definicions de voluntariat i voluntaris, règim jurídic, els drets i deures tant dels voluntaris com de les entitats i també els principis rectors i relació entre les administracions públiques i l'associacionisme entre d'altres. Són definicions molt més complexes i riques que en les lleis anteriors.
Cal destacar que la llei actual 25/2015 inclou el full de compromís que han de signar les entitats amb cada voluntari i que assegura que hi hagi una informació completa sobre el que suposa l'acció voluntària d'acord amb l'àmbit d'actuació i l'entitat escollida (article 7).
Pocs mesos després de la llei catalana esmentada, van aparèixer en l'àmbit de l'Estat espanyol dues lleis que també afecten l'acció del voluntariat i l'associacionisme a Catalunya:
- Ley 45/2015 de 14 d'octubre, de Voluntariado
- Ley 43/2015, de 9 d'octubre, del Tercer Sector de Acción Social

Han estat lleis força criticades perquè es considera que envaeixen competències autonòmiques i que no són suficientment completes per a les necessitats actuals del sector.
La Llei del voluntariat 45/2015 aporta com a punts nous importants la declaració responsable assegurant que no hi ha antecedents no cancel·lats en l'àmbit de violència de gènere ni terrorisme. En l'acció amb menors, s'exigeix el certificat d'antecedents penals i es prohibeix l'acció amb menors a qui tingui antecedents penals "contra la llibertat i indemnitat sexual, tracta i explotació de menors" estiguin o no cancel·lats (títol II de la llei, article 8, punts 5 i 4 respectivament).